# Lijst van International Formula Master-coureurs
De volgende coureurs hebben ten minste één start in de International Formula Master gemaakt tussen 2005 en 2009. In 2005 heette het kampioenschap 3000 Pro Series en in 2006 F3000 International Masters, voordat het in 2007 overschakelde naar de naam International Formula Master.

## A
- Sergej Afanasjev
- Jérôme d'Ambrosio - Kampioen 2007
- Michael Ammermüller
- Kasper Andersen
- Juho Annala
- Vladimir Arabadzhiev
- Stefano Attianese
- Rodolfo Ávila

## B
- Earl Bamber
- Joao Barion
- Jon Barnes
- Ignazio Belluardo
- Davide di Benedetto
- Khalil Beschir
- Matteo Bobbi
- Marco Bonanomi
- Alessandro Bonetti
- Nick de Bruijn
- Max Busnelli - Kampioen 2005
- Samuele Buttarelli

## C
- Michele Caliendo
- Oliver Campos-Hull
- Claudio Cantelli
- Johnny Cecotto jr.
- Jan Charouz - Kampioen 2006
- Luca di Cienzo
- Riccardo Cinti
- Alberto Costa
- Fabrizio Crestani

## D
- Matteo Davenia
- Chris van der Drift - Kampioen 2008

## F
- Nino Fama
- Giovanni Faraonio
- Luigi Ferrara
- Octavio Freitas
- Rahel Frey

## G
- Gian Maria Gabbiani
- Salvatore Gatto
- Kristian Ghedina
- Sergio Ghiotto
- Gianni Giudici
- Maximilian Götz
- Tor Graves
- Esteban Gutiérrez

## I
- Carlos Iaconelli
- Fausto Ippoliti
- Samy Isohella

## J
- Dominik Jackson
- Erik Janiš
- Jarek Janis
- Edwin Jowsey

## K
- Jonathan Kennard
- Robbie Kerr
- Tomáš Kostka
- Alessandro Kouzkin
- Josef Král

## L
- Fabio Leimer  - Kampioen 2009
- Timo Lienemann
- Arturo Llobell

## M
- Daniel Mancinelli
- Scott Mansell
- Marco Mapelli
- Mihai Marinescu
- Nicolas Maulini
- Michael Meadows
- Paul Meijer
- Marco Menotti
- Michele Meredino
- Matei Mihaescu
- Marco Mocci
- Sergey Mokshantsev
- Daniil Move
- Dominick Muermans

## N
- Alejandro Núñez

## O
- Oliver Oakes

## P
- Mattia Pavoni
- Matteo Pellegrino
- Luca Persiani
- Tiago Petiz
- Vitaly Petrov
- Alessandro Pier Guidi
- Tomas Pivoda
- Jean de Pourtales
- Frankie Provenzano
- Marcello Puglisi

## R
- Pierre Ragues
- Luiz Razia
- Patrick Reiterer
- Dennis Retera
- Giacomo Ricci
- Davide Rigon
- Andrea Roda
- Alexander Rossi

## S
- Filip Salaquarda
- Pablo Sánchez López
- Tim Sandtler
- Harald Schlegelmilch
- Dominik Schraml
- Federico Scionti
- Yuhi Sekiguchi
- Basil Shaaban
- Norbert Siedler - Kampioen 2005
- Alexander Sims
- Kelvin Snoeks
- Glauco Soleri
- Giandomenico Sposito

## T
- Duncan Tappy
- Giovanni Tedeschi
- Giuseppe Terranova
- Olivier Tielemans
- Massimo Torre
- Simon Trummer

## V
- Pål Varhaug
- Davide Valsecchi
- Emilio de Villota jr.

## W
- Dominik Wasem
- Franz Woss

## Z
- Sergei Zlobin